# Anthony Asquith
Anthony Asquith (Londres, 9 de novembro de 1902 – Londres, 20 de fevereiro de 1968) foi um cineasta inglês.

## Filmografia
- 1964 - The Yellow Rolls-Royce
- 1963 - An Evening with the Royal Ballet
- 1963 - The V.I.P.s
- 1962 - Guns of Darkness
- 1961 - Two Living, One Dead
- 1960 - The Millionairess
- 1959 - Libel
- 1958 - The Doctor's Dilemma
- 1958 - Orders to Kill
- 1956 - On Such a Night
- 1955 - Carrington V.C.
- 1954 - The Young Lovers
- 1953 - The Net
- 1953 - The Final Test
- 1952 - The Importance of Being Earnest
- 1951 - The Browning Version
- 1950 - The Woman in Question
- 1948 - The Winslow Boy
- 1947 - While the Sun Shines
- 1945 - The Way to the Stars
- 1944 - Fanny by Gaslight
- 1944 - Two Fathers
- 1943 - The Demi-Paradise
- 1943 - We Dive a Dawn
- 1942 - Uncensored
- 1941 - Cottage to Let
- 1941 - Quiet Wedding
- 1941 - Freedom Radio
- 1940 - French without Tears
- 1940 - Channel Incident
- 1938 - Pygmalion
- 1935 - Moscow Nights
- 1934 - Unfinished Symphony
- 1932 - Dance Pretty Lady
- 1932 - The Lucky Number
- 1931 - Tell England
- 1930 - A Cottage on Dartmoor
- 1929 - The Runaway Princess
- 1928 - Underground
- 1927 - Shooting Stars